# Пшивори-Дуже
Пшивори-Дуже (пол. Przywory Duże) — село в Польщі, у гміні Доманиці Седлецького повіту Мазовецького воєводства.
Населення — 463 особи (2011).
У 1975-1998 роках село належало до Седлецького воєводства.

## Демографія
Демографічна структура станом на 31 березня 2011 року:
|          | Загалом | Допрацездатний вік | Працездатний вік | Постпрацездатний вік |
| -------- | ------- | ------------------ | ---------------- | -------------------- |
| Чоловіки | 234     | 51                 | 155              | 28                   |
| Жінки    | 229     | 47                 | 131              | 51                   |
| Разом    | 463     | 98                 | 286              | 79                   |